# ويليام هنري وارد
ويليام هنري وارد (بالإنجليزية: William Henry Ward)‏ هو مخترِع أمريكي، ولد في 13 سبتمبر 1865، وتوفي في 1924.